# Lanzia echinophila
Lanzia echinophila är en svampart som först beskrevs av Pierre Bulliard (v. 1742–1793), och fick sitt nu gällande namn av Korf 1982. Lanzia echinophila ingår i släktet Lanzia och familjen Rutstroemiaceae.   Inga underarter finns listade i Catalogue of Life.

## Bildgalleri

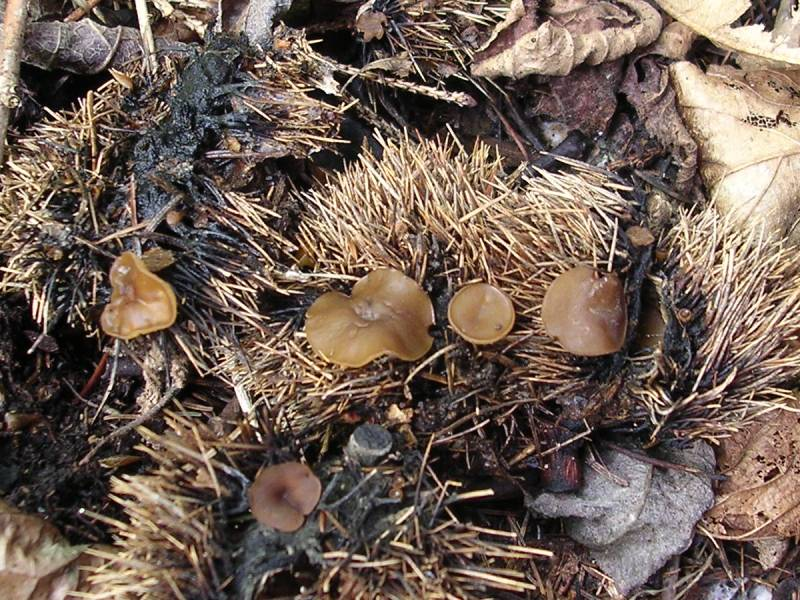